# Peter Claussen (coleccionista)
Peter Claussen (1804-1855) era un coleccionista de historia natural danés nacido en Copenhague. Sus colecciones botánicas están presentes en muchos herbarios europeos. Vendió fósiles de animales para el Museo Británico y el Jardin des Plantes en Francia. Más tarde se publicó un artículo sobre la geología de Minas Gerais publicada a través de la L'Académie Royale des Sciences, des Lettres et des Beaux-Arts de Belgique.